# Комітет міністрів Російської імперії
Комітет міністрів Російської імперії — вищий адміністративний орган державного управління Російської імперії. Створений у ході реформи центральних органів державного управління, започаткованої маніфестом імператора Олександра І від 8 вересня 1802 «Об учреждении министерств». У підготовці проекту маніфесту активну участь брали, зокрема, С. Воронцов, П. Строганов, В. Кочубей. За зразок слугували кабінет відповідальних міністрів у Великій Британії та міністерська система Франції. Проект підготував М.Новосильцев. Комітет функціонував як нарада міністрів при особі імператора для координації міжвідомчих зв'язків. Засідання передбачалося скликати разом з Державною радою. Однак відбувалися вони не регулярно, а спільні засідання взагалі не практикувалися. На перших порах Комітет міністрів очолював імператор, він же брав участь у його роботі (упродовж 1802–05), відвідував наради, але це не стало правилом. За відсутності імператора комітет самостійно вирішував невідкладні справи. Міністри головували по черзі за старшинством чинів, змінюючись кожного четвертого засідання, а з 1810 функцію голови виконував державний секретар граф М.Румянцев.
К-т міністрів складався з присутствія, членами якого були міністри військ., мор., закордонних справ, комерції, юстиції, внутр. справ, фінансів і народної освіти з товаришами (заст.), з 1808 — із присутствія та канцелярії, яку очолював за призначенням імператора управляючий справами.
Засідання к-ту взимку, весною та восени відбувалися двічі на тиждень, влітку — раз на два місяці. Справи схвалювалися більшістю голосів і оформлялися протоколами (вони називалися «журналами»), які потім стверджував імператор. Схвалені імператором і оприлюднені Правительствуючим Сенатом витяги із журналів К-ту міністрів набували чинності закону.
На колегіальний розгляд К-ту міністрів виносилися справи, для ухвалення яких бракувало законодавчої бази, а також ті, які зачіпали інтереси кількох різних відомств. Розглядалися також питання підбору кадрів для вищих держ. посад, здійснювався нагляд за діяльністю місц. держ. апарату, вивчалися проекти нових указів. Постанови к-ту виконувалися міністрами після схвалення їх імператором.
До компетенцій К-ту міністрів, починаючи з 1808, належали поліцейські справи щодо іноземців, які прибували до Росії, а також росіян, котрі перебували за кордоном.
Як самостійний орган К-т міністрів почав діяти після того, як його функції були визначені нормативним актом «Учреждение Комитета министров» від 20 берез. 1812. У своїй діяльності він керувався розпорядженнями імператора, спеціально укладеними правилами та «Учреждениями».
На посаду голови К-ту міністрів імператор щорічно призначав найбільш досвідченого сановника, який займав міністерську чи ін. вищу посаду. 1812–65 голови К-ту міністрів одночасно займали й посаду голови Держ. ради.
До складу К-ту міністрів, окрім міністрів, входили управляючі з правами міністрів, держ. секретар, держ. скарбник (1802–11), з 1812 — голови департаментів Держ. ради, окремі сановники за призначенням імператора, військ. губернатор столиці, а також спадкоємці престолу і деякі великі князі.
Протягом 1812–14 к-т розглядав справи, пов'язані переважно з комплектуванням і постачанням армії, зокрема про формування малорос. козац. полків і народного ополчення (див. Війна 1812).
1815 нагляд за діяльністю К-ту міністрів було доручено О.Аракчеєву. На засідання к-ту запрошувалися обер-прокурори Найсвятішого Синоду (з них правом члена к-ту з 1880 користувався лише К.Побєдоносцев).
Після смерті імп. ОлександраІ К-т міністрів, заслухавши на своєму засіданні результати аналізу паперів померлого імператора, констатував, що міністри не раз пропонували поліпшити роботу к-ту, аж до його ліквідації й створення на його базі нової інституції. Однак пропозицію заснувати новий орган з повноваженнями к-ту не схвалив імп. Микола І. Навпаки, компетенції К-ту міністрів зросли, оскільки рескриптом від 30 січ. 1826 на нього покладався розгляд щорічних звітів мін-в, які раніше надсилалися до Держ. ради.
1826 укладено штатний розпис канцелярії К-ту міністрів з фіксованим складом службовців, згідно з цим розписом у канцелярії служили 4 діловоди, 2 експедитори з помічниками, архів. охоронець. Від 1831 створювалися 4 від-ня, начальниками яких призначалися чиновники згідно із височайшими указами.
Починаючи з 1827 і до 1857 до к-ту регулярно направлялися звіти міністрів. Від 1827 він розглядав і подавав імператорові записки генерал-губернаторів і рапорти губернаторів про стан управління губерніями. До к-ту надходила велика кількість другорядних справ, а тому було передбачено чітке коло проблем, що їх міністри могли вирішувати самостійно.
Завдяки оперативності при вирішенні важливих держ. питань к-т перебирав на себе низку справ, які належали до компетенції Правительствуючого Сенату і Держ. ради. Він почав поєднувати законодорадчі і суд. функції.
Применшення ролі Правительствуючого Сенату привело до того, що К-т міністрів почав схвалювати вироки військ. судів, а з 1838 — і вироки палат карного суду у справах про заборону неправосл. конфесіям пропагувати свої віровчення («відпадіння» від християнства). Спроби усунути К-т міністрів від суд. і законодорадчих функцій мали певний результат лише в роки царювання Миколи I, повністю ж суд. повноважень він був позбавлений лише внаслідок набуття чинності суд. статутів 1864 (див. Судова реформа 1864).
У різні роки через К-т міністрів були оголошені височайші повеління, маніфести та положення з найважливіших питань держ. життя (зокрема, про поширення рос. законів у повному обсязі на Лівобережну Україну, Правобережну Україну та Пд. Україну і Крим з повним підпорядкуванням центр. органам влади і управління). Щорічно через нього проходило від 2 до 3 тис. справ. Через нього визначалися доходи і видатки держ. кошторису, встановлювалися збори й акцизи, визначалися умови утримання винних відкупів та їх поступове поширення на укр. губернії, накладення опік на поміщицькі маєтки за жорстоке поводження з селянами. К-т пропонував заходи для розвитку торгівлі, з яких найважливішим було надання статусу порто-франко м. Одеса (див. Порто-франко в портах України), звільнення єврейс. поселенців від сплати держ. податків (1825, 1826). К-т займався введенням податкових пільг, регулював ціни на осн. товари нар. споживання, обговорював питання благоустрою міст, зокремапро пільги новорос. містам (1824), прокладання шляхів, відкриття пошт, схвалював кошториси буд-в нових держ. приміщень. Саме за схваленими ним положеннями відбувалося переселення селян і колиш. запороз. козаків у Бессарабію (1827). Розглядалися питання уточнення соціальної структури набутих земель, зокрема про припиненнякооптації в рос. дворянство шляхти (1855). У його компетенції перебували питання нормативної бази прийому, звільнення і проходження служби чиновниками, схвалення пенсійного статуту, розписів штатів департаментів, управлінь, мін-в, канцелярій військ. губернаторів і генерал-губернаторів, кількісного складу чиновників для особливих доручень при міністрах і головах казенних палат тощо. Він розглядав матеріали сенатських ревізій, виносив догани місц. адміністраторам, а також схвалював дипломи про приналежність до дворянського стану, отримання графського і князівського титулів.
Зі створенням 1861 Ради міністрів функції К-ту міністрів дещо скоротилися, але ненадовго (лише певний час його діяльність обмежувалася сферою с. госп-ва і пром-сті, зокрема схваленням статутів акціонерних товариств, акціонерних компаній, банків, положень про біржі, буд-ва залізниць). Спроби міністра юстиції Д.Замятніна звузити коло діяльності К-ту міністрів, вилучивши з його відання адм.-правові питання, не отримали схвалення міністерського корпусу. Незабаром К-ту міністрів були передані справи 2-го Сибірського к-ту (1852–64) та Гол. к-ту із облаштування євреїв (1840–65), а 1867 члени К-ту міністрів напрацювали проект організації управління Туркестанським краєм.
У 1860-х рр. через засідання К-ту міністрів пройшли проекти заходів щодо посилення влади губернаторів, а в 1870-х — поліції, введення посад тимчасових генерал-губернаторів. Починаючи від 1872 к-т виступав як вища цензурна інстанція: за поданням міністра внутр. справ він постановляв, які книги та періодичні вид. підлягають забороні.
У період царювання Олександра III К-т міністрів було позбавлено законодорадчих прав, що, однак, не поширювалося на охорону держ. порядку і громад. спокою (положення від 14 серп. 1881). Серед них такі, як тимчасові правила друку, про євреїв, про поліцейський нагляд, а також про поширення положення від 14 серп. 1881 на окремі тер. імперії. Більшість законодавчих положень, котрі уповільнювали реформи, обговорювалися в К-ті міністрів, а не в Держ. раді. 1892 к-т був позбавлений права надавати звання особистого та спадкового дворянства, зменшилася також кількість справ унаслідок видання правил про заборону поєднувати держ. службу з комерційною діяльністю.
Під тиском революц. подій 1905–07 (див. Революція 1905—1907) й, зокрема, внаслідок появи Маніфесту від 17 жовт. 1905 та створення представницької влади в особі Державної думи Російської імперії К-т міністрів був ліквідований указом від 23 квіт. 1906 з передачею справ Раді міністрів і Держ. раді. За час свого існування він постійно перебував у Санкт-Петербурзі.
Головами К-ту міністрів були: 1810–12 — держ. секретар, граф М.Румянцев, 1812–16 — граф М.Салтиков, 1816–27 — П.Лопухін, 1827–34 — кн. В.Кочубей, 1834–38 — граф М.Новосильцев, 1838–47 — кн. І. В. Васильчиков, 1847–48 — граф В.Левашов, 1848–56 — граф О.Чернишов, 1856–61 — кн. О.Орлов, 1861–64 — граф Д.Блудов, 1864–72 — кн. П.Гагарін, 1872–79 — граф П.Ігнатьєв, 1879–81 — граф П.Валуєв, 1881–87 — граф М.Рейтерн, 1887–95 — М.Бунге, 1895—1903 — І.Дурново, 1903–06 — граф С.Вітте.
Діяльність К-ту міністрів упродовж більш як сторіччя продемонструвала здатність верховної влади здійснювати централізоване управління Рос. імперією з тенденцією до поєднання в одному органі різних гілок влади. Кількаразові наміри надати к-ту значення кабінету, який би спрямовував та об'єднував діяльність міністрів, закінчилися провалом через небажання імператорів обмежувати самодержавний принцип управління.